# Lissonota saturator
Lissonota saturator är en stekelart som först beskrevs av Carl Peter Thunberg 1822.  Lissonota saturator ingår i släktet Lissonota, och familjen brokparasitsteklar. Arten är reproducerande i Sverige. Inga underarter finns listade.